# Odiham

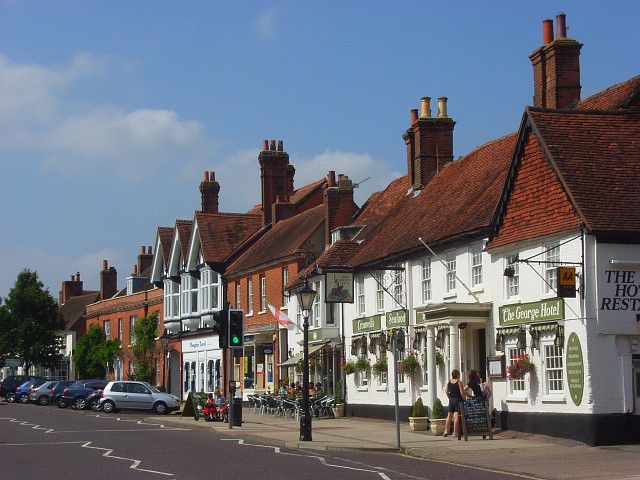
Odiham, đường High Street

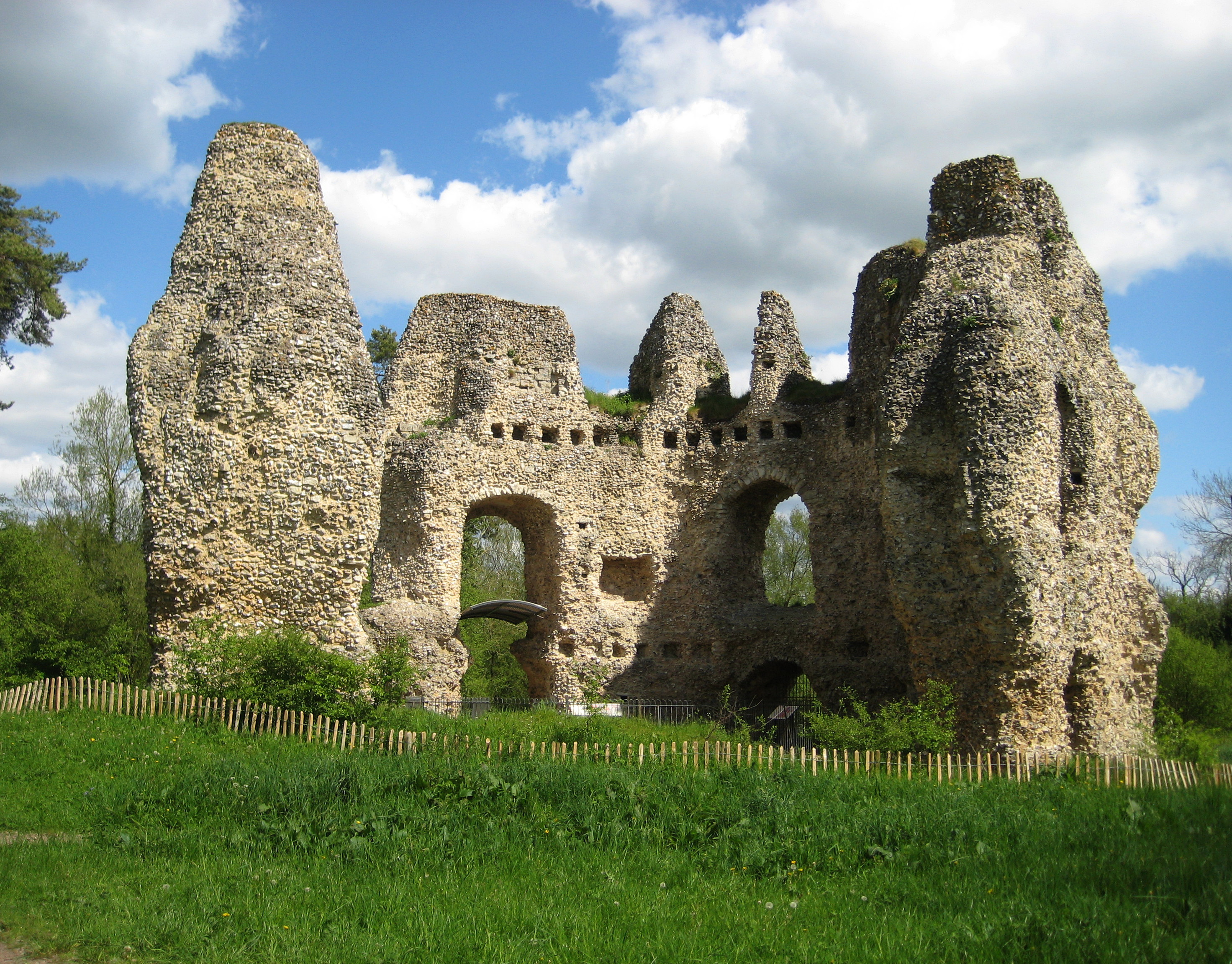
Di tích Thành cổ Odiham, xây dựng khoảng năm 1207 đến 1214

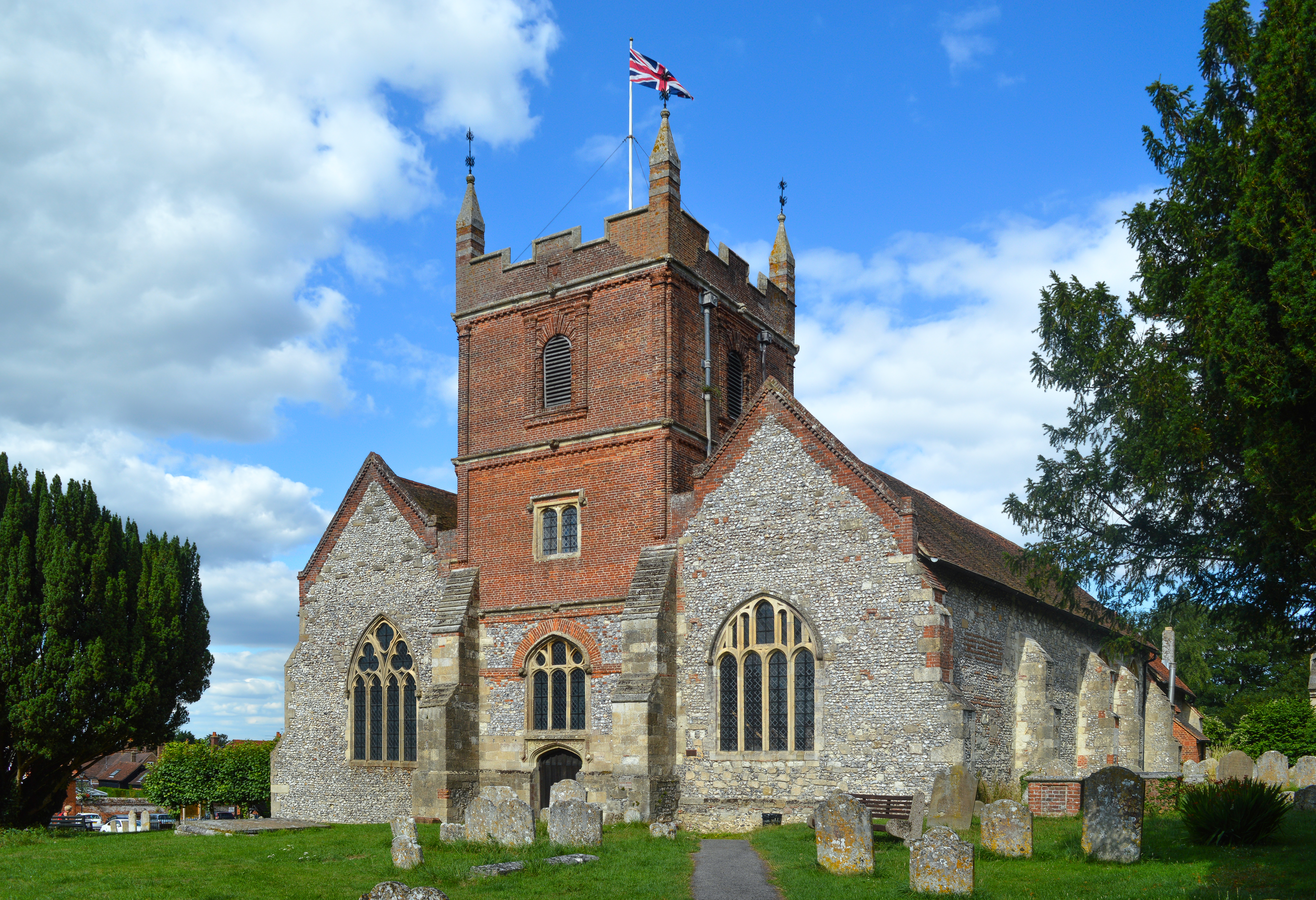
Nhà thờ Chư Thánh, Odiham

Odiham (/ oʊdiəm /) là một ngôi làng lịch sử lớn và giáo xứ dân sự ở quận Hart của hạt Hampshire, Anh, cách Luân Đôn 65 km về phía tây. Dân số hiện nay là 4.406 người. Giáo xứ có diện tích 7.354 mẫu Anh với 50 mẫu đất được bao phủ bởi nước.